# Hemichaetonotus clipeatus
Hemichaetonotus clipeatus är en djurart som tillhör fylumet bukhårsdjur, och som först beskrevs av Schrom 1972.  Hemichaetonotus clipeatus ingår i släktet Hemichaetonotus och familjen Chaetonotidae. Inga underarter finns listade i Catalogue of Life.